# Breathe Carolina

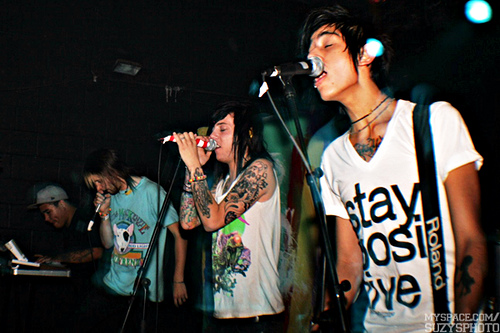
Breathe Carolina

Breathe Carolina je americké elektro-rockové hudební duo z Denveru ve složení David Schitt a Kyle Even založené roku 2007. Breathe Carolina dosud vydali 3 alba, 2 EP a 5 videoklipy.

## Členové
- Kyle Even - vokály, syntezátory, klávesy, kytary, basové kytary
- David Schmitt - zpěv, syntezátory, klávesy, kytary, bicí

## Diskografie
- It's Classy, Not Classic (16. září 2008)
- Hello Fascination (18. srpna 2009)
- Hell Is What You Make It (12. červenec 2011)